# Parathesis vulgata
Espèce
Statut de conservation UICN

 EN C2a : En danger
Parathesis vulgata est une espèce de plantes à fleurs de la famille des Primulaceae.

## Publication originale
- Wrightia 3(5): 88. 1963. (31 Dec 1963)